# A Couple of Days in Larsville
A Couple of Days in Larsville är ett countryalbum av den norska sångerskan Elisabeth Andreassen. Albumet utkom i Norge den 13 september 2004, och släpptes i Danmark, Finland och Sverige kring nyår 2004-2005.
Albumet spelades in i Larsville Studio, belägen i en gammal skolbyggnad i Stugudal i Tydal utanför Trondheim några veckor under norra våren 2004.
Albumet är ett samarbete med musiker från de norska hårdrocksgrupperna Motorpsycho och The International Tussler Society. Albumet producerades av Larsville Studios grundare Lars Lien, som också medverkar som musiker på albumet. Det blev hennes första (och sista) album på Trondheimsbolaget Norwave Records AS (efterföljare till Norske Gram AS). Albumet blev populärt bland både publik ock kritiker.
Låtarna är covers på bland andra Patricia J. Griffin, Gram Parsons, Kim Carnes och Dolly Parton, samt nyskrivet material skrivet av främst Martin Hagfors och Håkon Gebhardt. Albumets största hitlåtar blev "I Don't Wanna Talk About It", "Jolene", "Long Ride Home", Åge Aleksandersens "Fly avsted" i på engelska; som "Soon You'll Fly", "Sin City" och "A Fisherman's Daughter", den sistnämnda handlar om Elisabeth Andreassen själv, av låtskrivarduon Hagfors/Gebhardt. Elisabeth Andreassen spelar själv akustisk gitarr på "Jolene".
I samband med albumsläppet medverkade hon i norsk TV och radio, och framförde låtar från albumet. Albumet följdes sedan av en miniturné i Norge i början av februari 2005; "A Couple of Days on Tour", tillsammans med de musikern som medverkade vid albuminspelningen.

## Låtlista
1. "Long Ride Home" (Patty Griffin)
2. "The Eastern Line" (Martin Hagfors)
3. "Goodbye" (Patty Griffin)
4. "Window in the Sky" (Pat Buchanan/Sally Barris)
5. "Sin City" (Chris Hillman/Gram Parsons)
6. "I Will Not Turn to Stone" (Kim Carnes/Kim Richey)
7. "When I Fall" (Steve Earle), (duett med Henning Kvitnes)
8. "Happiness" (Michael McDonald/Viktor Krauss)
9. "Soon You'll Fly" (Åge Aleksandersen/Karen Taylor-Good)
10. "A Fisherman's Daughter" (Martin Hagfors/Håkon Gebhardt)
11. "I Don't Wanna Talk About It" (Danny Whitten)
12. "Jolene" (Dolly Parton)

## Medverkande

### Musiker
- Elisabeth Andreassen – sång, akustisk gitarr, körsång
- Lars Håvard Haugen – mandolin, gitarr
- Lars Lien – piano, basgitarr, sång, körsång, stråkar-arrangement
- Håkon Gebhardt – gitarr, banjo, mandolin, tamburin, körsång
- Henning Kvitnes – sång på "When I Fall"
- Kjell Karlsen – steelgitarr, dobro
- Morten Strøm – basgitarr
- Håkon Iversen – kontrabas, körsång
- Morten Fagervik – trummor, percussion, harmonium, bastrummor, fotograf
- Ole Bjarne Østby – dragspel
- Tarjei Nysted – violin, viola

### Produktion
- Lars Lien – musikproducent, ljudtekniker, ljudmix
- Morten Stendahl – mastering
- Lasse Berre – foto
- Merete Lien – foto, omslagsdesign
- Elisabeth Andreassen – foto
- Morten Fagervik – foto

## Listplaceringar
| Lista (2004) | Topplacering |
| ------------ | ------------ |
| Norge        | 29           |